# 維西湖

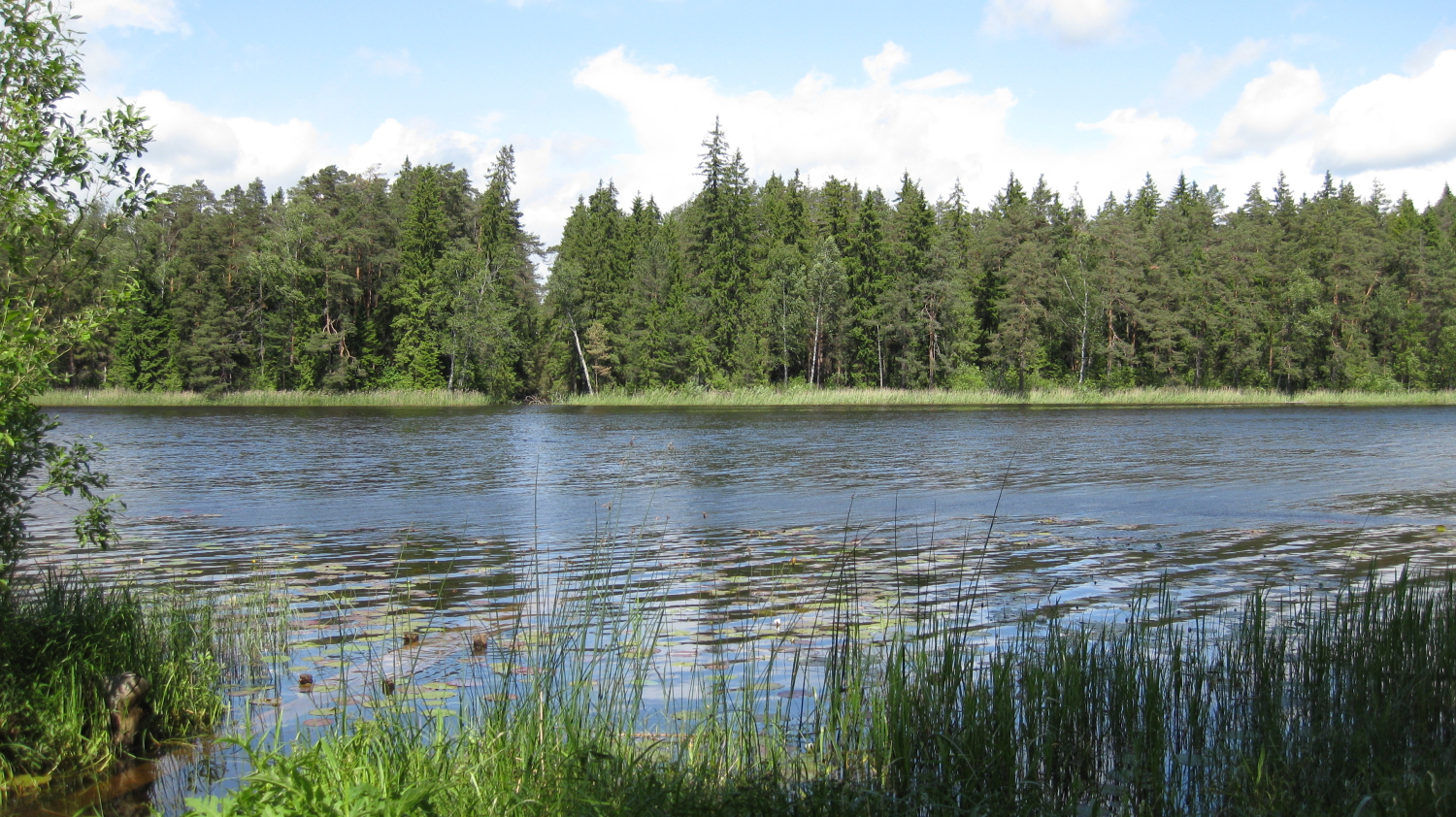
维西湖

維西湖是愛沙尼亞的湖泊，由塔爾圖縣負責管轄，長0.55公里、寬0.11公里，面積0.05平方公里，海拔高度34米，平均水深2.5米，最大水深4.5米，該湖有18種水生植物。
58°15′24″N 26°26′0″E / 58.25667°N 26.43333°E